# Estación de Tomás y Valiente
Tomás y Valiente es una estación de la línea 4 de Metrovalencia inaugurada el 23 de septiembre del 2005. Se encuentra en el municipio de Paterna, en la avenida de Francisco Tomás i Valiente, donde se levantan los dos andenes a ambos lados de las vías del tranvía. 
Forma parte de un ramal inaugurado en 2005 que une las estaciones de TVV y Mas del Rosari, a través del Parque Científico de la Universidad de Valencia.